# Hans-Joachim Wandke

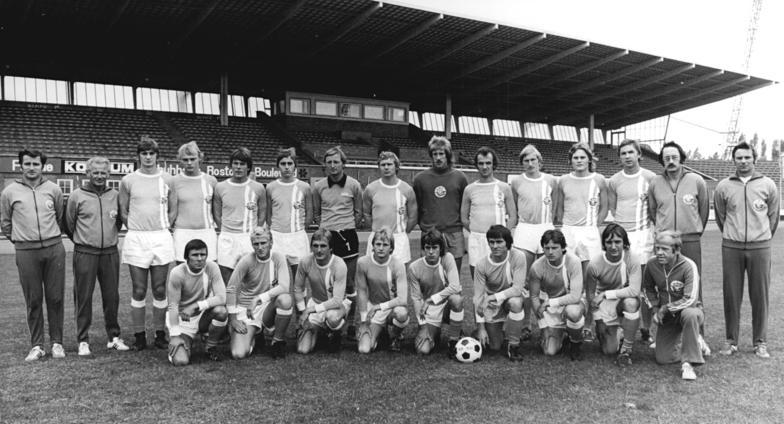
Hans-Joachim Wandke (vornere Reihe, dritter von rechts) mit F.C. Hansa Rostock im Jahr 1978

Hans-Joachim Wandke (* 9. Februar 1955) war Fußballspieler in der höchsten DDR-Fußballklasse, der Oberliga. Er spielte dort von 1973 bis 1981 für den FC Hansa Rostock.

## Leben und Karriere
1971 wurde Wandke in die Junioren-Oberligamannschaft des FC Hansa Rostock aufgenommen. Im gleichen Jahr absolvierte er auch sein erstes von 15 Junioren-Länderspielen. Es war die Begegnung DDR – Finnland (2:0), in der er als zentraler Abwehrspieler aufgeboten wurde. Noch im Juniorenalter bestritt er in der 2. Mannschaft des FC Hansa sein erstes Spiel im Männerbereich, als er am 31. März 1972 im DDR-Liga-Punktspiel TSG Wismar – FC Hansa Rostock II (3:3) ebenfalls in der zentralen Abwehr spielte. Gleichzeitig beendete er seine Ausbildung zum Maschinenanlagenbauer und nahm anschließend ein Studium zum Ingenieur-Ökonom auf.
Seinen Einstand in der DDR-Oberliga gab Wandke in der Saison 1973/74. Am 15. September 1973, dem 6. Spieltag, wurde er in der 72. Minute für den Linksaußenstürmer Lothar Hahn eingewechselt. In seiner ersten Oberligasaison spielte Wandke insgesamt zehnmal in der Oberliga, vorzugsweise als zentraler Verteidiger, fünfmal über die gesamten 90 Minuten. In der Saison 1974/75 kam er nur in fünf Oberligaspielen zum Einsatz, am Saisonende stieg Hansa in die DDR-Liga ab. In den folgenden Jahren entwickelten sich die Rostocker zur Fahrstuhlmannschaft. Dem sofortigen Wiederaufstieg 1976, an dem Wandke mit 25 Punktspielen beteiligt war, folgte der ebenso umgehende Abstieg, und dies setzte sich bis 1980 fort. In seiner Rostocker Zeit spielte Wandke mit der 1. Mannschaft während drei Spielzeiten zweitklassig, hatte in diesen Jahren aber auch mit 65 Punktspielen seine meisten Einsätze in der 1. Mannschaft. Sein letztes und 53. Oberligaspiel bestritt er am 15. April 1981 in der Begegnung Chemie Böhlen – FC Hansa (2:2). Außerdem absolvierte er in dieser Zeit zwei Länderspiele mit der DDR-Nachwuchsauswahl.
Im Rahmen seines Militärdienstes wechselte Wandke 1981 zur Armeesportgemeinschaft Vorwärts Havelberg und spielte dort in der drittklassigen Bezirksliga Magdeburg. Nach seiner Entlassung aus der Armee schloss er sich im Sommer 1983 dem DDR-Ligisten Post Neubrandenburg an, war jedoch im Aufgebot 1984/85 ohne Angabe von Gründen bereits wieder gestrichen.